# Lancaster (Massachusetts)
Lancaster – miasto w Stanach Zjednoczonych, w stanie Massachusetts, w hrabstwie Worcester.